# أنخيل مارتين
أنخيل مارتين (بالإسبانية: Ángel Martín Gómez)‏ هو صحفي ومقدم تلفزيوني إسباني، ولد في 5 أكتوبر 1977 في برشلونة في إسبانيا.

## وصلات خارجية
- أنخيل مارتين على موقع IMDb (الإنجليزية)
- أنخيل مارتين على موقع قاعدة بيانات الفيلم (الإنجليزية)